# Musée des arts et métiers
Musée des arts et métiers (česky Muzeum umění a řemesel) je muzeum techniky v Paříži. Nachází se v ulici Rue Réaumur č. 60 v kostele bývalého převorství Saint-Martin-des-Champs ve 3. obvodu. Bylo založeno v roce 1794 jako součást Conservatoire national des arts et métiers. Od roku 2002 má status národního muzea. Jeho rozloha činí 6000 m2. Uchovává 80 000 předmětů jako přístroje, modely, výkresy z 19. a 20. století a ročně jej navštíví 250 000 návštěvníků.

## Historie
Uměleckoprůmyslová škola byla založena v roce 1794 na základě návrhu politika Henriho Grégoira v Národním konventu původně pro výuku techniků a inženýrů. Jako výukové předměty sloužily různé vědecké a technologické předměty. Muzeum se nachází v kostele bývalého královského převorství Saint-Martin-des-Champs, který byl konzervatoři přidělen v roce 1798. Budova byla z velké části přestavěna za Červencové monarchie a Druhého císařství pod vedením architekta Léona Vaudoyera. V květnu 1802 bylo muzeum otevřeno veřejnosti a jeho pracovníci vysvětlovali návštěvníkům principy fungování jednotlivých přístrojů.
V letech 1992–2000 prošlo muzeum modernizací.

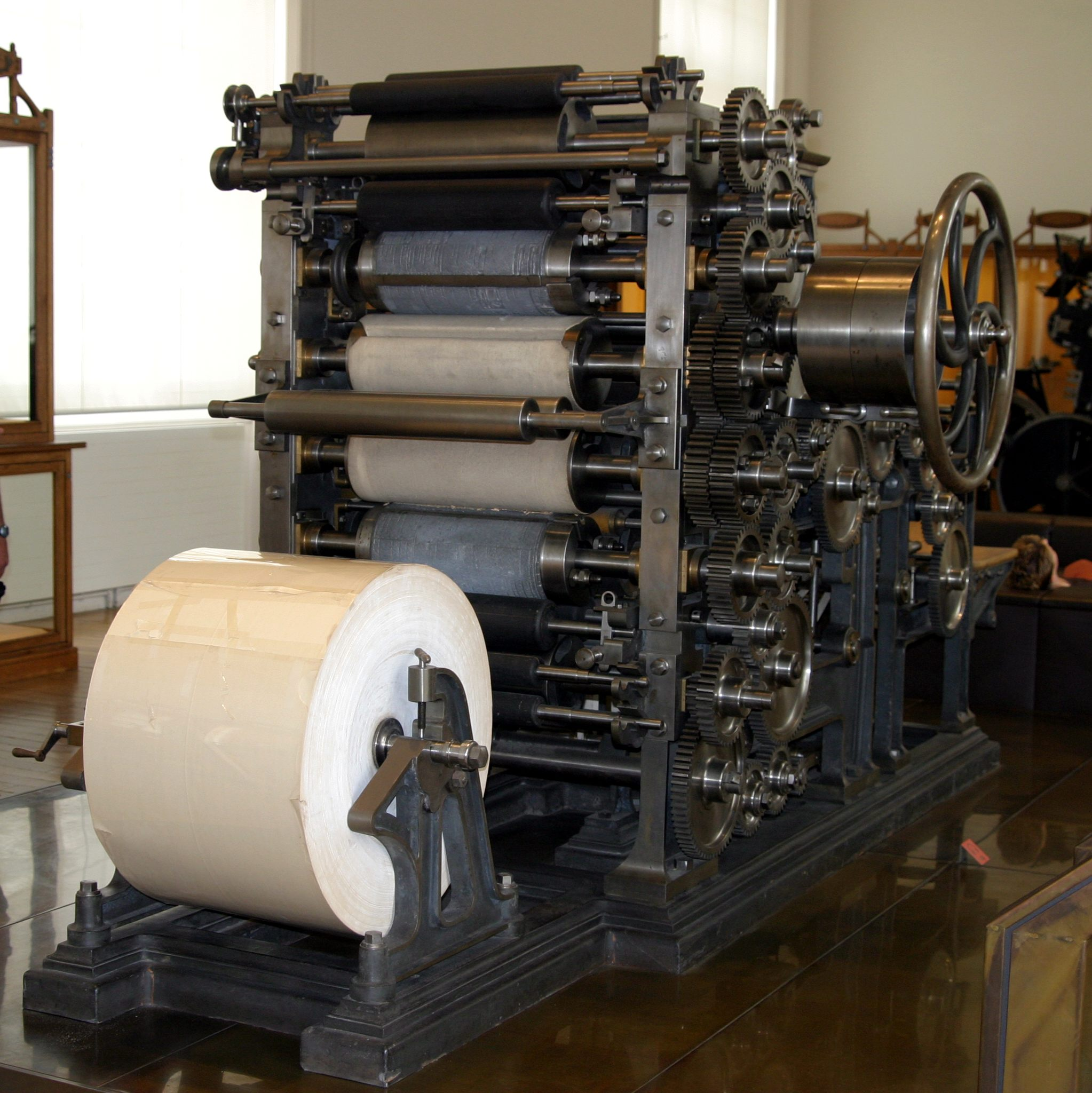
Tiskařský stroj

## Sbírky
Muzejní sbírky v současné zahrnují asi 80 000 předmětů (z toho 20 000 fotografií a 15 000 technických výkresů). V samotném muzeu je vystaveno pouhých 4 000 objektů, zbytek sbírky je uložen v depozitáři v Saint-Denis.
První sbírky vznikly na podnět francouzského inženýra Jacquese Vaucansona. V roce 1752 zřídil v paláci Mortagne v ulici Rue de Charonne v Paříži mechanický kabinet, kde předváděl mechanické činnosti přístrojů. Některé z nich, jako mlýn na výrobu hedvábí nebo tkalcovský stav patří mezi nejstarší části sbírek muzea. Francouzská revoluce podporovala rozšiřování technických znalostí (dříve vyhrazené jen pro uzavřené členy cechů a řemeslných společenství) všem občanům. Konzervatoř tak získala sbírky předmětů z majetku šlechticů nebo královské akademie věd.

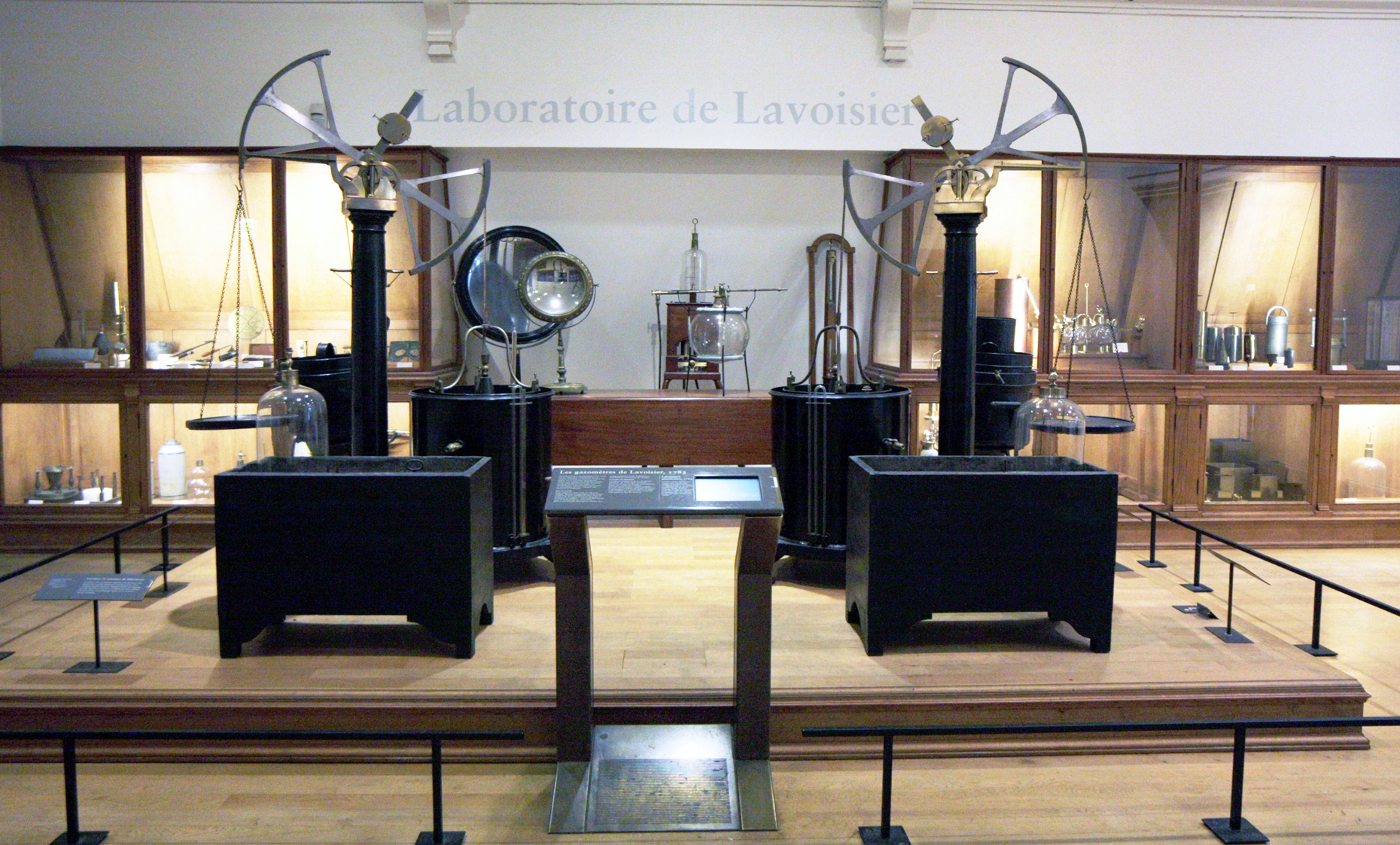
Lavoisierova laboratoř

## Výstava
Stálá expozice je rozdělena do sedmi tematických oddílů ve čtyřech obdobích (před rokem 1750, 1750–1850, 1850–1950, po roce 1950). Vystaveny jsou vědecké nástroje a přístroje z oblastí stavebnictví, komunikací, energie, mechaniky a dopravy. Dále je zde vystavena Lavoisierova laboratoř, přístroje fyziků Alexandra Charlese a Jeana Antoina Nolleta, Foucaultovo kyvadlo, počítací stroje Blaise Pascala, hodiny švýcarského hodináře Louise Berthouda, přístroje Léona Foucaulta pro měření rychlosti světla, cyklotron Frédérica Joliot-Curie nebo předměty dokládající vývoj v robotice.
Výstava přibližuje výrobu textilií, keramiky, skla, vývoj hutnictví (např. galvanické pokovování), vývoj syntetických materiálů, stavebnictví (stavební nástroje, architektonické modely), výrobu energie (vynálezy Jamese Watta a Alessandra Volty), první spalovací a vznětové motory aj.
Vývoj dopravy a spojů je doložen od vozidla Nicolase Josepha Cugnota po Ford model T, od Stephensonovy parní lokomotivy po TGV. Komunikace představují ruční lisy i satelity, rozvoj hromadného tisku, rozhlasového a televizního vysílání, fotografie a filmu, mobilních telefonů nebo internetu.
V lodi bývalého kostela jsou vystaveny objemnější exponáty jako Foucaultovo kyvadlo, model Sochy Svobody, Blériotovo a Breguetovo letadlo nebo parní stroje.